# Esteve de Garret
Esteve de Garret (Tortosa,? - juliol de 1523) fou ardiaca de Tortosa i president de la Generalitat de Catalunya (1515-1518).
Va ser nomenat 48è president de la Generalitat el 22 de juliol de 1515. Havia estat oïdor de comptes en el trienni 1497-1500, acompanyant a Pedro de Mendoza.
D’una família noble de Tortosa, era fill d'Otó Francesc de Garret i Maria de Garidell. Parent de l’humanista Benet Garret, dit «il Cariteo», se li atribuïen vincles familiars amb Roderic de Borja, futur papa Alexandre VI.
Va ser rector de Gandesa al voltant de 1499; procurador d'Alfons d'Aragó a l'arquebisbat de Tarragona en 1513 i se li atribueix haver estat prior de Flix.
A la seva estança al front de la catedral de Tortosa va construir la capella del sant sepulcre i encarregà el relicari dels serafins, obra de començaments del segle xvi.
Sembla que va ser oficial de la Inquisició coincidint amb el seu mandat a la Generalitat, tal com es desprèn d'un encàrrec fet als advocats dels tres estaments durant les Corts de Lleida (1515).
A principis del mes de juliol de 1523, Esteve de Garret moria a Tortosa, al carrer Gènova (actual carrer de la Mercè). Malgrat que en el testament no ho fa constar expressament, Esteve de Garret tingué un fill natural, anomenat Joan-Benet, i li va fer donació d'un hort fora el Pont de barques i d'un censal de 325 lliures de preu i pensió anual de 15 lliures.